# Akunakuna (peuple)
Pour les articles homonymes, voir Akunakuna.

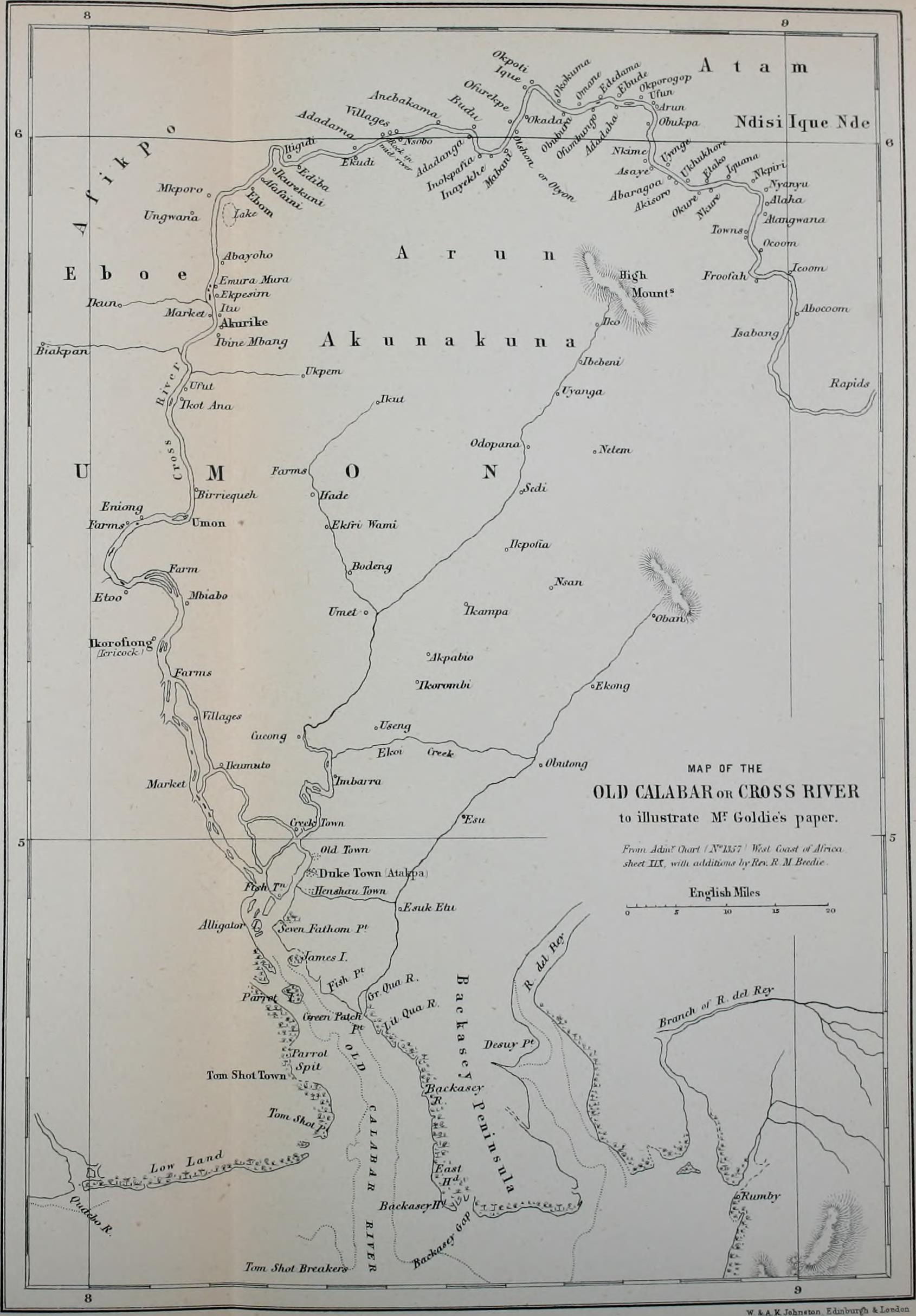
Alout d'image d'une carte

Les Akunakuna  (ou Agwagwune, Agwa-Gwune, Agwaguna, Akurakura) sont une population vivant principalement dans le sud de l'État de Cross River au Nigeria, également de l'autre côté de la frontière, à l'ouest du Cameroun.

## Langue
Ils parlent le gwune (en) (ou akunakuna, agwagwune), une langue cross river dont le nombre de locuteurs a été estimé à 20 000 en 1973.